# Geoffrey Richmond
Geoffrey Richmond (Leeds, 1941. márciusa –) a Scarborough klubelnöke, korábban, 1994 és 2002 között a Bradford City elnöke volt.

## Életrajza
Leedsben született és nőtt fel, ahol a Roundhay Gimnáziumba járt. Az iskola befejezése után eladóként dolgozott, háztól-házig gyerek enciklopédiákat árult, a későbbiekben pedig autó izzókat, autó lökhárítókat, illetve ablakmatricákat, majd 40 évesen abbahagyta ezt a hivatást. Később Ronsons öngyújtókat vett felvásárlóktól 250 000 fontért, majd 1994-ben 10 millióért értékesítette azokat.
1994. január 27-én a Bradford City elnöke lett, a poszton David Simpsont váltotta, aki a Scarborough csapatát vette át. A Bradfordnak azonnal 2,3 millió fontot adományozott adósságai törlesztéséhez.
Az ő elnöksége alatt volt a csapat legsikeresebb időszaka, a Wembley Stadionban először léptek pályára az 1996-os rájátszás döntője során, az 1998–1999-es szezont követően pedig feljutottak az angol első osztályba. A 2001-es kiesést követően 2002-ben a klub adósságba került, a szurkolók ugyanis nem látogatták a meccseket. Az adósság felhalmozódása a második Premier League szezonjukban elköltött kiadásokra és az ITV Digital összeomlására vezethető vissza. Richmond erről a következőképpen vélekedett: „Soha, de soha nem bocsátom meg magamnak, hogy elköltöttem azt a pénzt, amit beletettem a klubba. Visszatekintve, hat hét őrület volt, fel is emeltem a kezem." Később hozzátette: „Bementem az irodába a következő hétfőn, és letakarítottam az asztalomat. Ahogy elkezdtem, sírva fakadtam. Ez volt az életem, és azóta sem tértem vissza."
A későbbiekben szóba hozták a Notts County-val és a Leeds Uniteddel, 2004-ben végül teljesen csődbe mentek. 3,3 millió belföldi tartozása volt a 10 évvel korábbi öngyújtók eladása miatt, az összeg pedig további 1 millióval kamatozott.
A Phoenix League szóvivője volt, mely akkoriban az angol másodosztálynak számított.
Felesége Elizabeth, egy fiuk van, Michael. Korábbi házasságából van egy idősebb fia, David. 2000 júliusában levéldoktorrá választották a Bradfordi Egyetemen. A New Rover Cricket Club elnöke is volt a leedsi Adelben.

## Forrás
- Markham, David (2007), The legends of Bradford City, Breedon Books Sport, ISBN 978-1-85983-572-2

## Fordítás
Ez a szócikk részben vagy egészben  a   Geoffrey Richmond című angol Wikipédia-szócikk ezen változatának fordításán alapul.  Az eredeti cikk szerkesztőit annak laptörténete sorolja fel. Ez a jelzés csupán a megfogalmazás eredetét és a szerzői jogokat jelzi, nem szolgál a cikkben szereplő információk forrásmegjelöléseként.